# Twelve
Twelve és un thriller dramàtic de 2010 dirigit per Joel Schumacher. Co-produïda per companyies cinematogàfiques de França i dels Estats Units es va estrenar al Festival de Sundance d'aquell any.

## Argument
Adolescents rics i desenganyats, festes sense alegria, pares absents, una mica de droga i al mig de tot això, White Mike (Chace Crawford), estudiant modèlic que acaba d'anar-se’n de la seva escola privada de l'Upper East Side de Manhattan per convertir-se en un jove camell. White Mike no fuma, no beu, no va a les festes, excepte per vendre-hi la seva droga. La història comença quan Charlie, el cosí de White Mike, és assassinat...

## Repartiment
- Emma Roberts: Molly
- Chace Crawford: White Mike
- 50 Cent: Lionel
- Kiefer Sutherland: narrador
- Ellen Barkin
- Rory Culkin: Hunter
- Nico Tortorella: Tobias
- Charlie Saxton: Mark Rothko
- Zoë Kravitz: Gabby
- Isiah Whitlock Jr.: Detectiu Dumont
- Jermaine Crawford: NaNa
- Billy Magnussen: Claude
- Gregg Bello: Detectiu Keminski
- Emily Meade: Jessica Brayson
- Oliver Jackson-Cohen
- Esti Ginzburg: Sara Ludlow
- Jeremy Allen White: Charlie
- Josh Casaubon: Donnie
- Ako: Sra. Fong
- Chanel Farrell: Shelly
- Ed Moran: Avery Kimball
- Cody Horn: Sara Ludlow
- Dionne Audain: mare de NaNa
- Alexander Flores: Arturo

## Rodatge
- Estats Units: Upper East Side (Nova York)[2]